# 빌러브로어트 스넬리우스

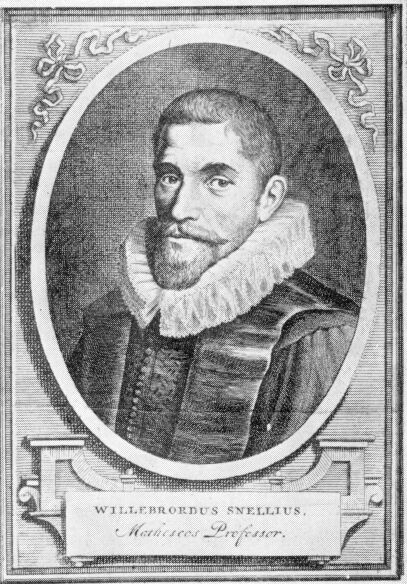
빌러브로어트 스넬리우스

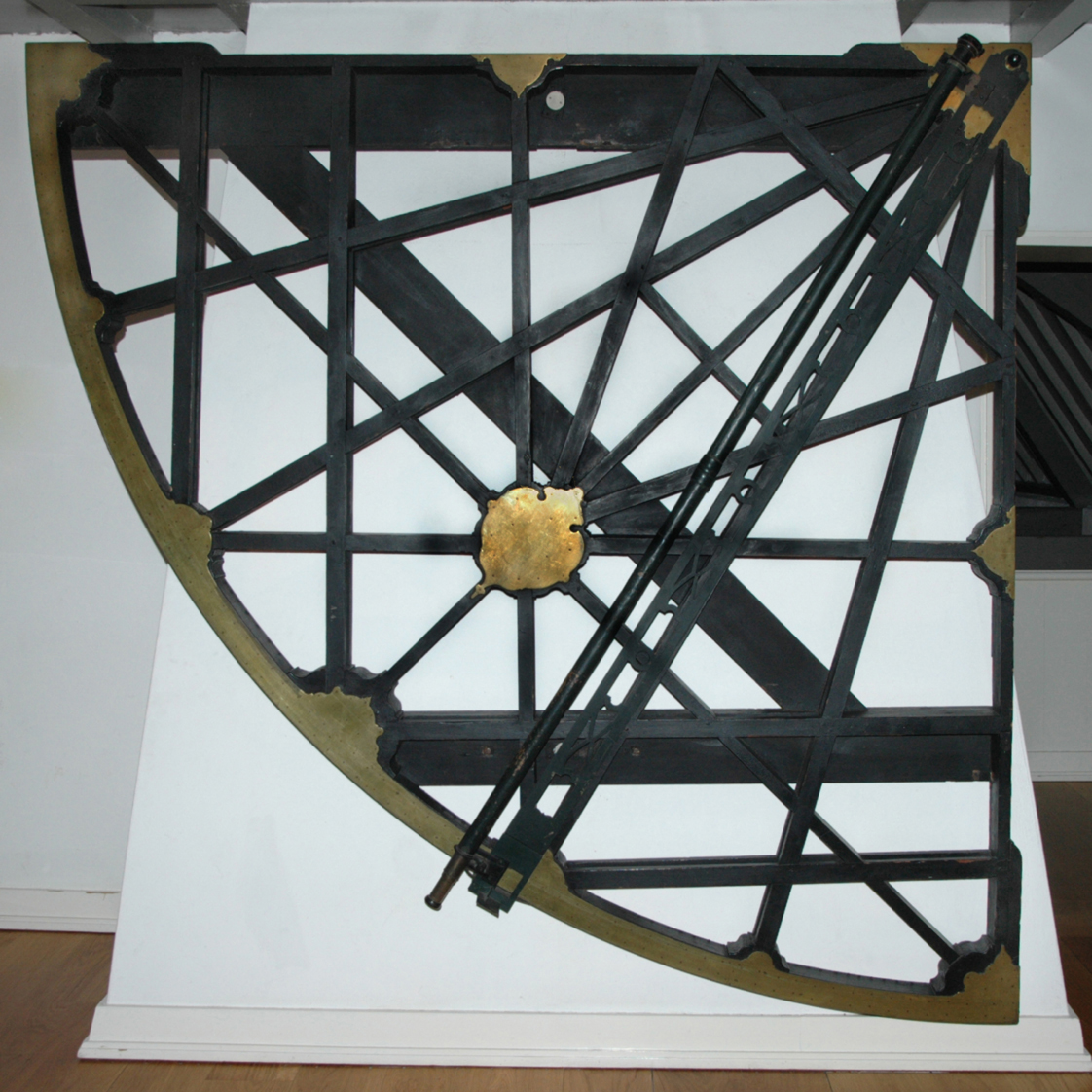
스넬리우스의 사분의. (레이던 부르하버 박물관)

빌러브로어트 스넬리우스(Willebrord Snellius, 본명: Willebrord Snel van Royen, 1580년 6월 13일~ 1626년 10월 30일)는 영어권에서는 스넬(Snell)이라는 이름의 알려진 네덜란드의 천문학자이자 수학자이다. 레이던 태생으로 1613년 자신의 아버지 루돌프 스넬리우스(Rudolph Snel van Royen)의 레이던 대학교 수학 교수직을 물려받았다.

## 그림

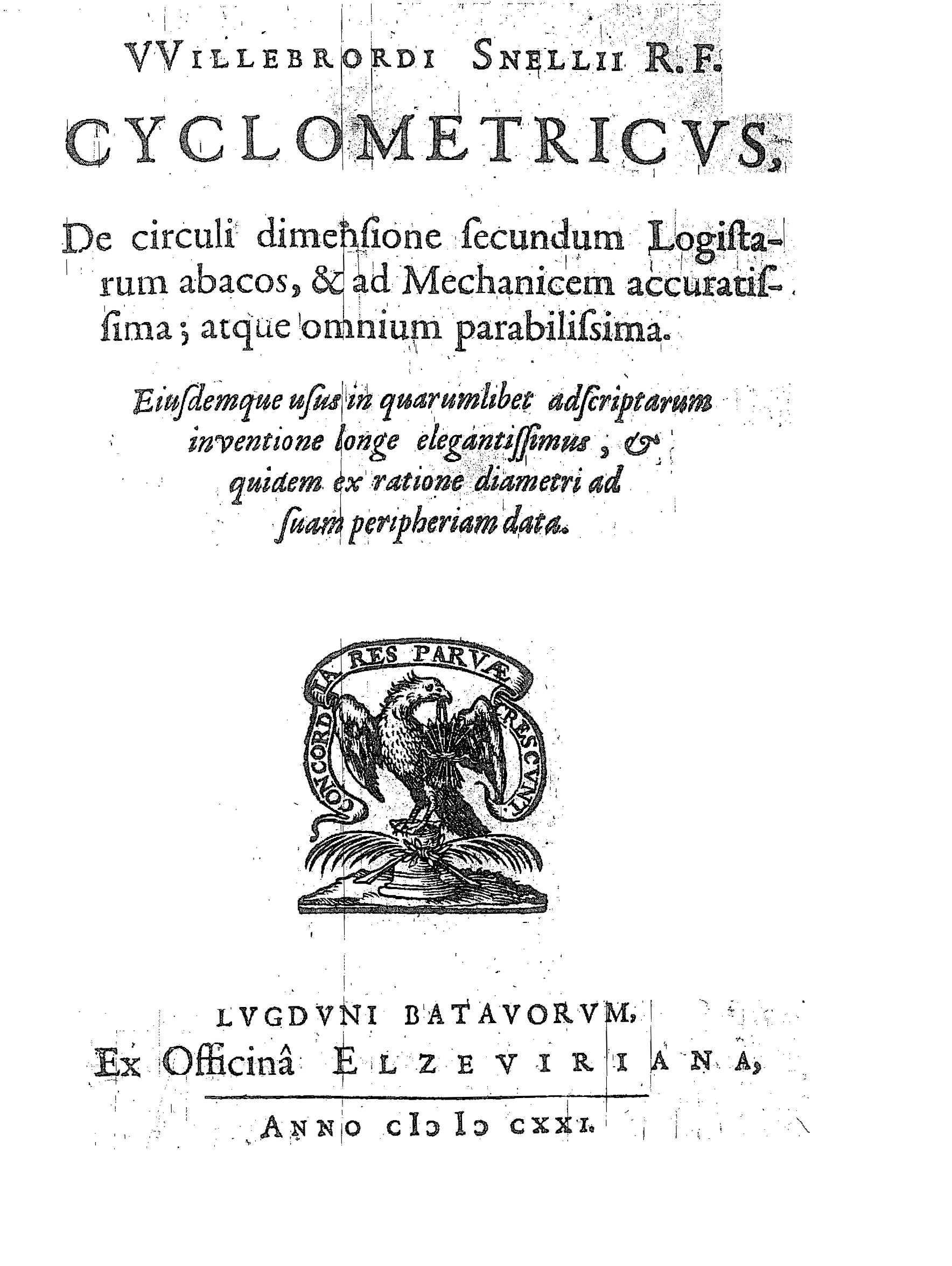
Cyclometricus, 1621

## 같이 보기
- 스넬의 법칙